# Monareczka płaszczowa
Monareczka płaszczowa, monarka płaszczowa (Symposiachrus loricatus) – gatunek małego ptaka z rodziny monarek (Monarchidae). Jest endemitem indonezyjskiej wyspy Buru (południowe Moluki). Jego naturalnym środowiskiem są subtropikalne lub tropikalne wilgotne lasy nizinne i górskie. Nie jest zagrożony wyginięciem.

## Taksonomia
Ptak został pierwotnie umieszczony w rodzaju Monarcha, następnie przeniesiony do Symposiachrus w 2009. Nie wyróżnia się podgatunków.

## Morfologia
Obie płcie są do siebie podobne. Ptak ten ma czarną maskę, wyraźny biały wzór na głowie poniżej oka, całkowicie czarną górną część ciała i białe zewnętrzne pióra ogona, dolną część klatki piersiowej i brzuch. Młode osobniki mają brązową górną część ciała, rdzawe zewnętrzne pióra ogona i blady spód. Długość ciała 18 cm.

## Występowanie
Słabo poznana monareczka, występowanie ograniczone do indonezyjskiej wyspy Buru. Występuje licznie na nizinach, rzadziej na terenach podgórskich i górskich (maksymalnie do 1200 m n.p.m.), zasiedlając podszycie lasów pojedynczo i w parach. Czasami przebywa w stadach mieszanych gatunkowo. Ptak nie migruje. Zasięg występowania obejmuje teren 9100 km².

## Pożywienie
Jest niewiele danych na temat zdobywania pokarmu przez monareczkę płaszczową. Żywi się głównie małymi bezkręgowcami. Zwykle samotnie lub w parach żeruje w podszyciu drzew.

## Rozród
Bardzo słabo poznany. Jedno gniazdo znaleziono w listopadzie, miało kształt kielicha plecionego z cienkich czarnych wąsów czepnych pnączy, liści i mchu, a umieszczone było na małym drzewku na wysokości około 0,8 m nad ziemią. W zniesieniu 1–2 jaja.

## Status i zagrożenia
W Czerwonej księdze gatunków zagrożonych Międzynarodowej Unii Ochrony Przyrody gatunek został zaliczony do kategorii LC (ang. Least Concern – najmniejszej troski). Ze względu na brak dowodów na spadki liczebności bądź istotne zagrożenia dla gatunku BirdLife International uznaje trend liczebności populacji za prawdopodobnie stabilny. Choć gatunek ten ma ograniczony zasięg występowania, to nie uważa się, że zbliża się do progu zagrożenia na podstawie kryterium wielkości zasięgu. Wielkość populacji nie została określona ilościowo, ale nie uważa się, że zbliża się do progu zagrożenia zgodnie z kryterium wielkości populacji.